# Grand Prix Kanady 1978
Grand Prix Kanady 1978 (oficiálně XVIII Labatt's Canadian Grand Prix) se jela na okruhu Circuit Île Notre-Dame v Montréalu v Kanadě dne 8. října 1978. Závod byl šestnáctým a zároveň posledním v pořadí v sezóně 1978 šampionátu Formule 1.

## Závod
| Poř.   | No. | Jezdec                | Konstruktér        | Počet kol | Čas/Odstoupení  | Pořadí na startu | Body |
| ------ | --- | --------------------- | ------------------ | --------- | --------------- | ---------------- | ---- |
| 1      | 12  | Gilles Villeneuve     | Ferrari            | 70        | 1:57:49.196     | 3                | 9    |
| 2      | 20  | Jody Scheckter        | Wolf-Ford          | 70        | +13.372         | 2                | 6    |
| 3      | 11  | Carlos Reutemann      | Ferrari            | 70        | +19.408         | 11               | 4    |
| 4      | 35  | Riccardo Patrese      | Arrows-Ford        | 70        | +24.667         | 12               | 3    |
| 5      | 4   | Patrick Depailler     | Tyrrell-Ford       | 70        | +28.558         | 13               | 2    |
| 6      | 22  | Derek Daly            | Ensign-Ford        | 70        | +54.476         | 15               | 1    |
| 7      | 3   | Didier Pironi         | Tyrrell-Ford       | 70        | +1:21.250       | 18               |      |
| 8      | 8   | Patrick Tambay        | McLaren-Ford       | 70        | +1:26.560       | 17               |      |
| 9      | 27  | Alan Jones            | Williams-Ford      | 70        | +1:28.942       | 5                |      |
| 10     | 5   | Mario Andretti        | Lotus-Ford         | 69        | +1 kolo         | 9                |      |
| 11     | 66  | Nelson Piquet         | Brabham-Alfa Romeo | 69        | +1 kolo         | 14               |      |
| 12     | 15  | Jean-Pierre Jabouille | Renault            | 65        | +5 kol          | 22               |      |
| NC     | 10  | Keke Rosberg          | ATS-Ford           | 58        | +12 kol         | 21               |      |
| Ret    | 26  | Jacques Laffite       | Ligier-Matra       | 52        | Převodovka      | 10               |      |
| Ret    | 7   | James Hunt            | McLaren-Ford       | 51        | Smyk            | 19               |      |
| Ret    | 55  | Jean-Pierre Jarier    | Lotus-Ford         | 49        | Únik oleje      | 1                |      |
| Ret    | 18  | René Arnoux           | Surtees-Ford       | 37        | Motor           | 16               |      |
| Ret    | 21  | Bobby Rahal           | Wolf-Ford          | 16        | Palivový systém | 20               |      |
| Ret    | 2   | John Watson           | Brabham-Alfa Romeo | 8         | Nehoda          | 4                |      |
| Ret    | 1   | Niki Lauda            | Brabham-Alfa Romeo | 5         | Brzdy           | 7                |      |
| Ret    | 16  | Hans-Joachim Stuck    | Shadow-Ford        | 1         | Nehoda          | 8                |      |
| Ret    | 14  | Emerson Fittipaldi    | Fittipaldi-Ford    | 0         | Nehoda          | 6                |      |
| DNQ    | 17  | Clay Regazzoni        | Shadow-Ford        |           |                 |                  |      |
| DNQ    | 19  | Beppe Gabbiani        | Surtees-Ford       |           |                 |                  |      |
| DNQ    | 37  | Arturo Merzario       | Merzario-Ford      |           |                 |                  |      |
| DNQ    | 25  | Héctor Rebaque        | Lotus-Ford         |           |                 |                  |      |
| DNQ    | 36  | Rolf Stommelen        | Arrows-Ford        |           |                 |                  |      |
| DNQ    | 9   | Michael Bleekemolen   | ATS-Ford           |           |                 |                  |      |
| Zdroj: |     |                       |                    |           |                 |                  |      |

## Konečné pořadí po závodě
Pohár jezdců
| Pořadí | Jezdec            | Body |
| ------ | ----------------- | ---- |
| 1      | Mario Andretti    | 64   |
| 2      | Ronnie Peterson   | 51   |
| 3      | Niki Lauda        | 48   |
| 4      | Carlos Reutemann  | 44   |
| 5      | Patrick Depailler | 34   |
| Zdroj: |                   |      |

Pohár konstruktérů
| Pořadí | Konstruktér        | Body |
| ------ | ------------------ | ---- |
| 1      | Lotus-Ford         | 86   |
| 2      | Ferrari            | 58   |
| 3      | Brabham-Alfa Romeo | 53   |
| 4      | Tyrrell-Ford       | 38   |
| 5      | Wolf-Ford          | 24   |
| Zdroj: |                    |      |